# Cathédrale de Norwich
Ne doit pas être confondu avec la cathédrale Saint-Jean-Baptiste de Norwich, la cathédrale catholique de la cité.
La cathédrale de Norwich  ou cathédrale de la Sainte-et-Indivisible-Trinité (en anglais : Cathedral Church of the Holy and Undivided Trinity), est une cathédrale anglicane située à Norwich en Angleterre. Construite par les Normands à la fin du XIIe siècle avec la création du diocèse et du monastère bénédictin de Norwich dans le style roman, elle a reçu des apports en style gothique. Son cloître très important construit en plus de 130 ans permet de suivre le développement des styles gothiques décoré et perpendiculaire. Elle est classée de Grade I pour ses qualités exceptionnelles. 

## Histoire

### L'origine du diocèse
Au VIIe siècle, le roi Redwald est converti au christianisme mais son épouse le presse de rester fidèle aux dieux anciens. Son fils Edrepwald est converti par des missionnaires envoyés par le roi de Northumbrie mais le christianisme est finalement établi parmi les Angles par son frère Sigeberht d'Est-Anglie grâce à l'influence de Félix de Burgondie un missionnaire de Bourgogne. Le siège du diocèse est fixé à Dunwich vers 630.
Félix converti l'ensemble de ce pays qui comprend le Norfolk, le Suffolk et le Cambridgeshire. Ensuite le siège d'East Anglia est divisé en deux administrations distinctes: Dunwich et North Elmham. En 870, le dernier évêque de North Elmham saint Humbert est assassiné avec le roi des Angles par les danois. De 870 à 1070, treize évêques se succèdent à North Emlham puis le siège est déplacé à Thetford par l'aumônier de Guillaume le Conquérant.

### La cathédrale romane normande

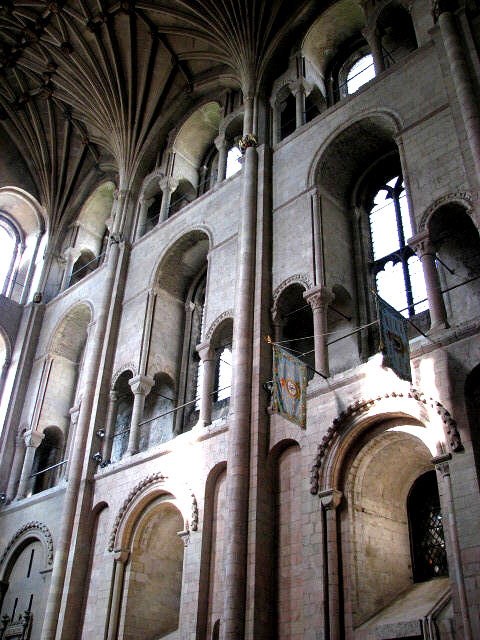
La nef à trois niveaux

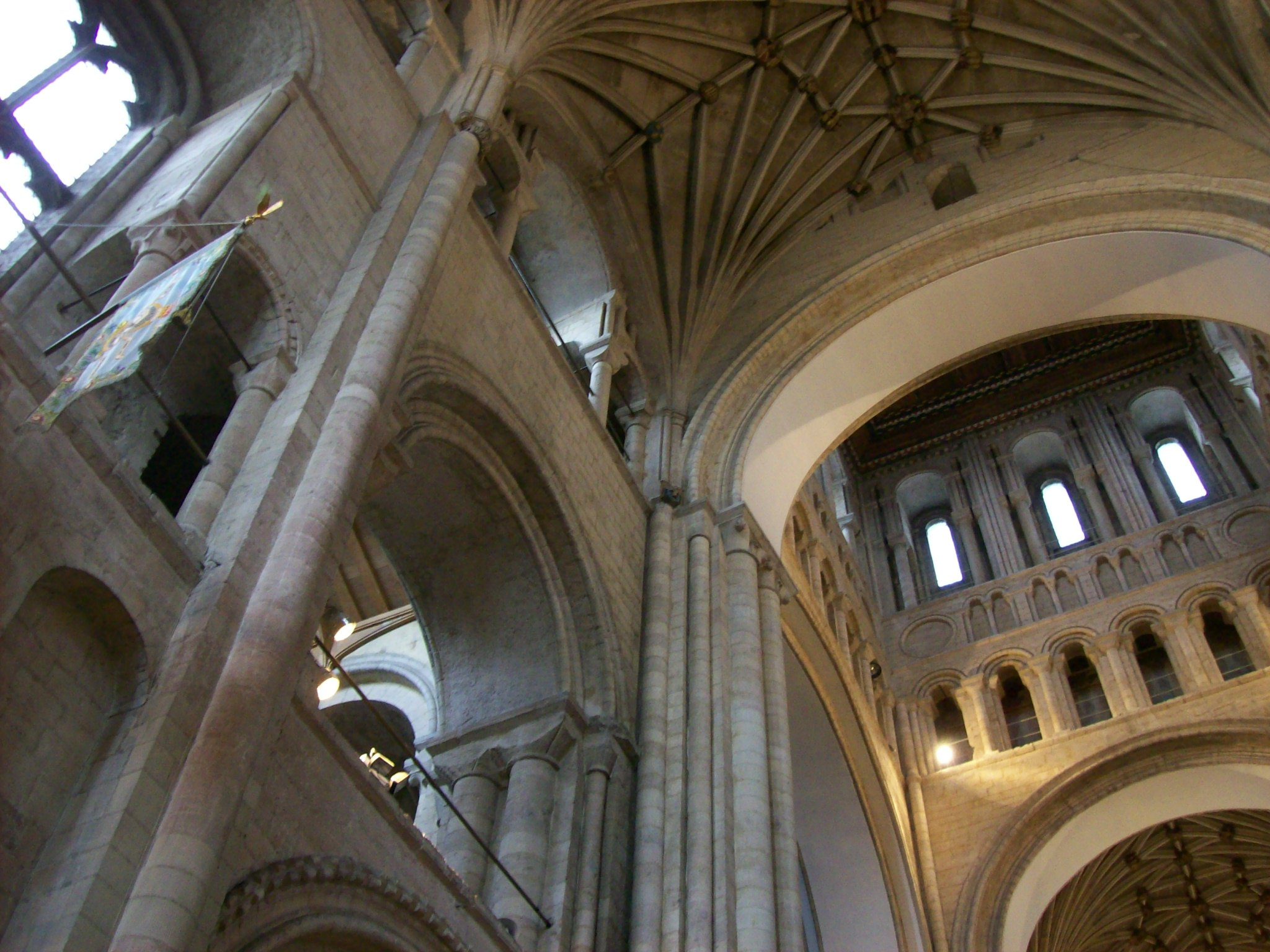
La croisée du transept

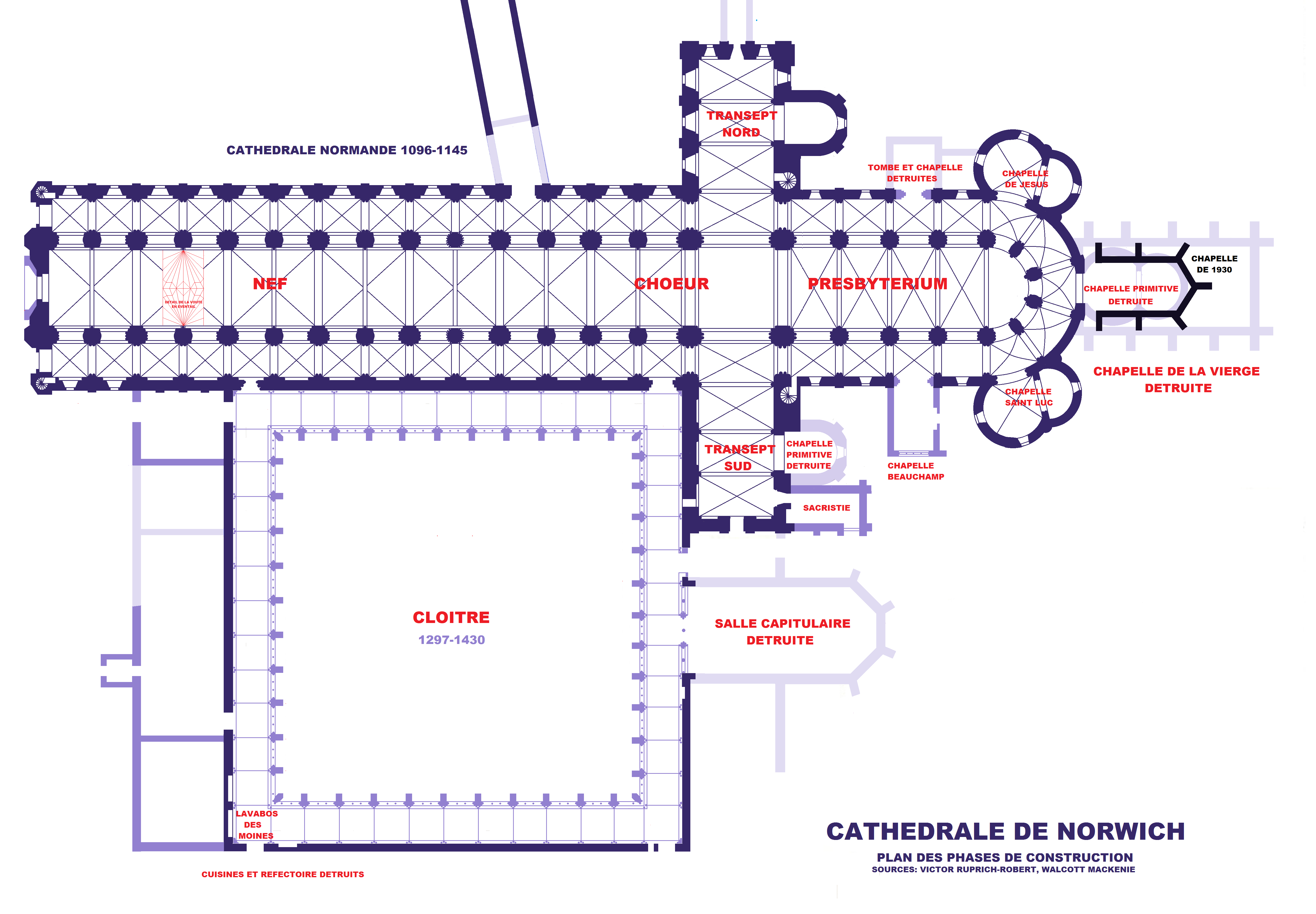
Plan des phases de construction

Avant la conquête de l'Angleterre de 1066, dans le litige entre le roi Harold et Guillaume le Bâtard, le pape donne raison à Guillaume car il s'engage à réformer l'Église d'Angleterre. En 1070, Guillaume le Conquérant nomme Lanfranc abbé de l'abbaye Saint-Étienne de Caen, archevêque de Canterbury pour restructurer l'Église d'Angleterre. Il donne le signal d'un immense programme de construction et pour aligner la pratique anglaise où les villes sont peu développées avant le Xe siècle, installe les sièges épiscopaux dans des villes en plein développement comme dans le reste de l'Europe.
Ses successeurs poursuivent cette politique et le siège épiscopal anglo-saxon du Norfolk de North Elham, une bourgade sans développement à une trentaine de kilomètres de Norwich où la tentative de restauration de l'évêché au XIe siècle après les destructions Vikings est reprise par les normands puis abandonnée en 1075 pour l'établir à Thetford puis à Norwich en 1094 .
Le responsable de la construction de la cathédrale de Norwich Herbert de Losinga est un moine lotharingien venu de l'abbaye de la Trinité de Fécamp, après un stage à l'abbaye de Ramsey depuis 1088 et promu évêque de Norwich en 1091 par le roi Guillaume le Roux.
Il achète une grande partie de la ville de Norwich, rase les maisons et édifie l'église dédiée à la Trinité comme celle de l'abbaye de la Trinité de Fécamp d'où il vient. Il y ajoute des bâtiments monastiques car le chapitre cathédral possède dès le début le statut monastique.
En 1096, les travaux commence par l'Est et le chœur est dédicacé en 1101. Avant sa mort, Herbert réalise les deux ou trois travées à l'Ouest du transept puis les travaux sont terminés avant 1145 par Évrard, un pur normand. En 1154, l'église reçoit les reliques de saint Guillaume de Norwich et subit un incendie en 1171.
La cathédrale comporte à l'origine une nef de 14 travées avec des piliers faibles et forts et une élévation à trois niveaux avec des murs épais à coursives, des collatéraux voutés d'arêtes, un transept sans collatéraux mais avec des absides au Nord et au Sud, une tour à la croisée du transept, un chœur de quatre travées droites et une abside prolongée par une chapelle d'axe, des chapelles rayonnantes doubles avec leur plan particulier qui est composé de deux cercles. Le plus grand forme la chapelle et le plus petit le sanctuaire. Elles sont très hautes et décorées d'arcatures aveugles sur le pourtour, comme toutes les faces de la tour de la croisée du transept. Dans la nef, les fenêtres hautes romanes sont conservées avec la coursive périphérique initiée à l'église Saint-Étienne de Caen.
La longueur de la cathédrale normande est d'environ 141 m. Au sud, le cloître est un carré de 40 m de côté environ
Les travaux paraissent avoir été exécutés par des techniciens très qualifiés plutôt que par des esprits imaginatifs et créateurs. L'originalité de la cathédrale de Norwich est d'avoir gardé l'essentiel de la construction romane normande et en particulier le chevet sauf à son étage supérieur, ce qui est très rare, la plupart ayant été remplacés par des constructions gothiques.

### Les transformations gothiques

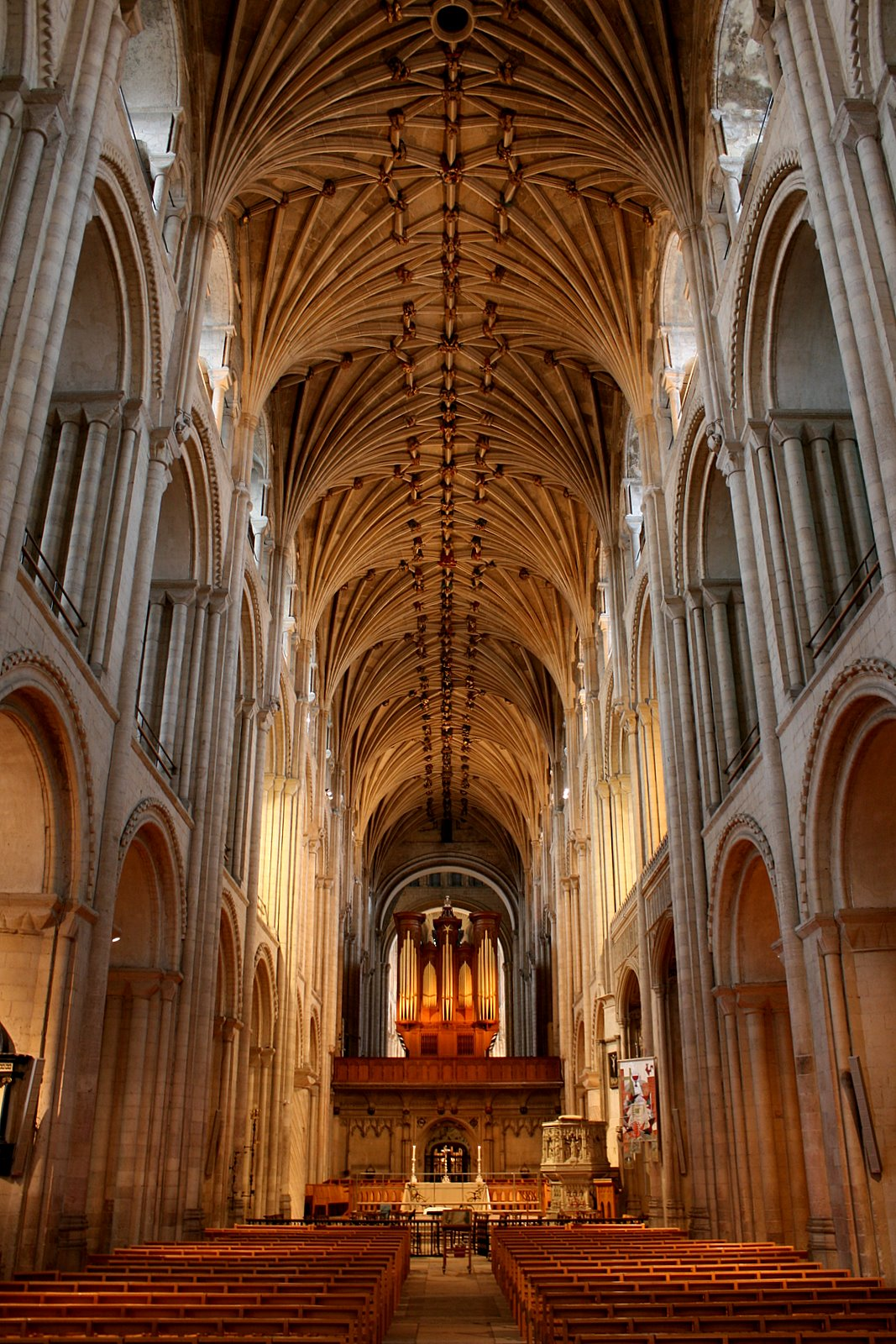
La nef romane avec ses voûtes gothique

Après l'intégration de la Normandie au royaume de France en 1204, la cathédrale romane normande en pierre de Caen subit de nombreuses transformations. En 1245-1257, la chapelle d'axe est reconstruite, puis sera démolie au XVIe siècle. Le cloître primitif et une partie de l'église sont détruits par un incendie. La cathédrale est de nouveau dédicacée en 1278. À partir de 1296 le cloître est reconstruit mais les travaux ne seront pas terminés avant 1430. En 1362, la flèche de la tour centrale s'effondre et entraîne la destruction des parties hautes du chœur. Cette partie est rebâtie par l'évêque Thomas Percy de 1362 à 1369 et reçoit au XVe siècle son voûtement actuel et de magnifiques stalles. Vers 1450, la façade Ouest est remodelée.
La porte du prieur reliant la nef au cloître, avec ses représentations sculptées du Christ accompagné d'un évêque, d'un moine et d'anges, est l'une des plus belles portes des débuts du style Decorated.
Les voûtes de la nef de l'évêque Lyhart (1446-1472) remplace le plafond normand en bois détruit par un incendie en 1463. Cette voûte de style perpendiculaire a des nervures principales jaillissant des piliers contreventées par des nervures transversales. Ce type de voûte peut être considéré comme le dernier développement de couverture en pierre avant la voûte en éventail. Les 328 clés des intersections sont sculptées de symboles sur l'histoire du lieu
De 1474 à 1499, la flèche de la tour centrale est rebâtie par l'évêque Goddwell, puis, vers 1510, l'évêque Nykke voute le transept.
En 1538 avec la dissolution des monastères par le roi Henri VIII, les moines sont dispersés et une grande partie des bâtiments conventuels sont délaissés et tombent en ruines. En 1643, la cathédrale est pillée par les Puritains.
Vers 1830-1840, la façade et le croisillon Sud de l'église sont reconstruits presque totalement et une nouvelle chapelle axiale dédiée à la Vierge est édifiée en 1930-1934.

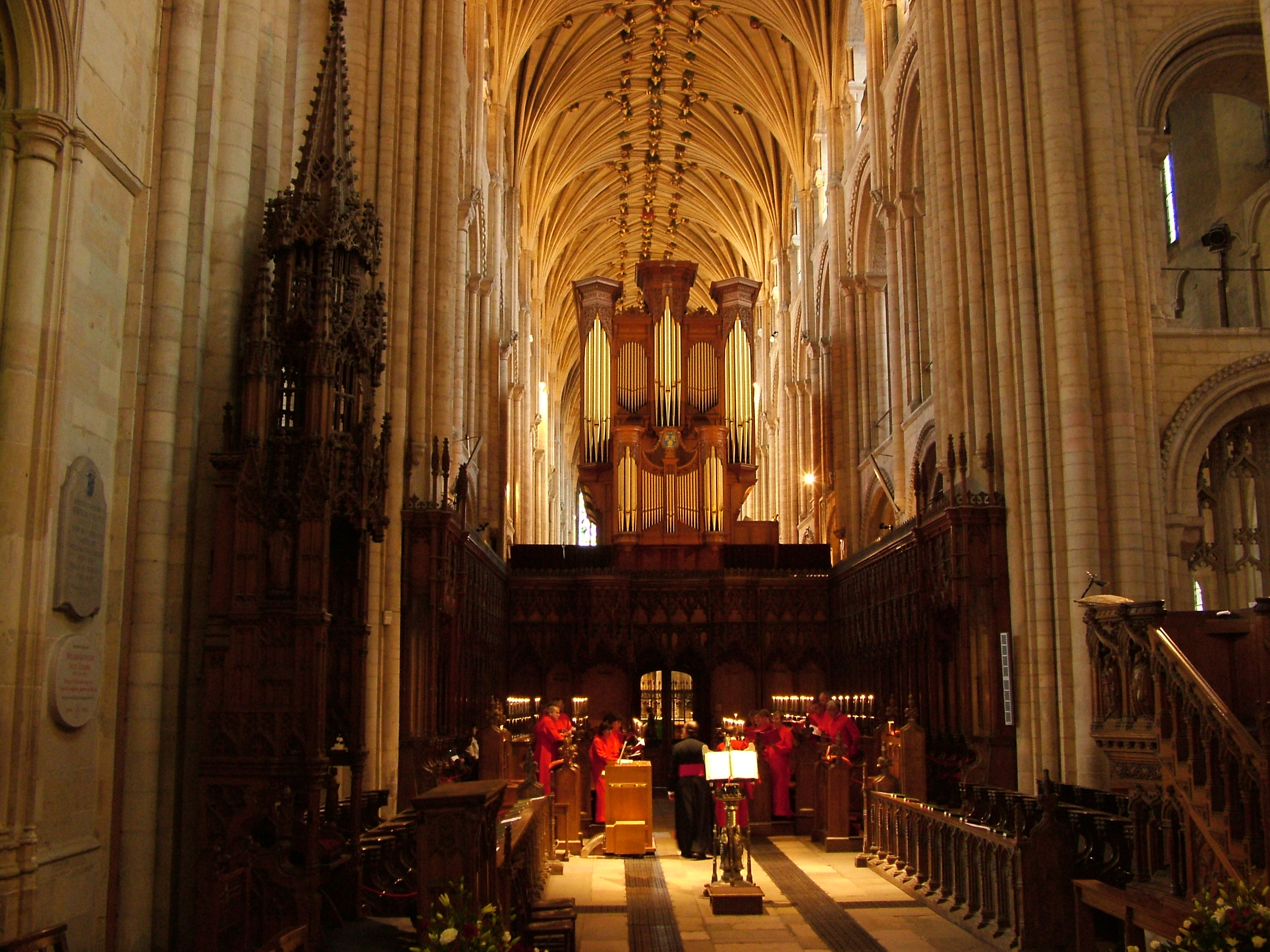
Le chœur avec les stalles
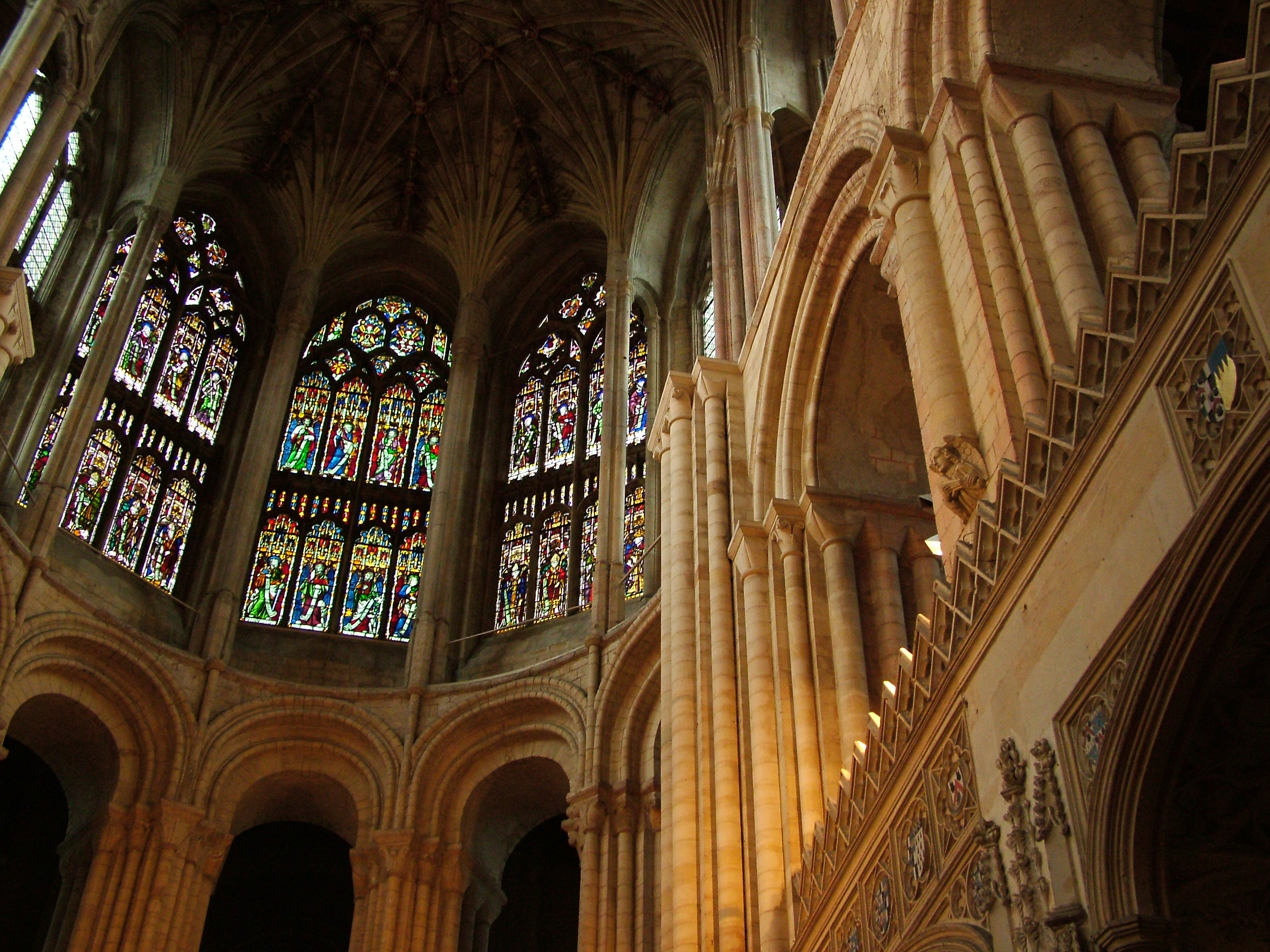
Le chevet avec l'étage et les voûtes gothiques
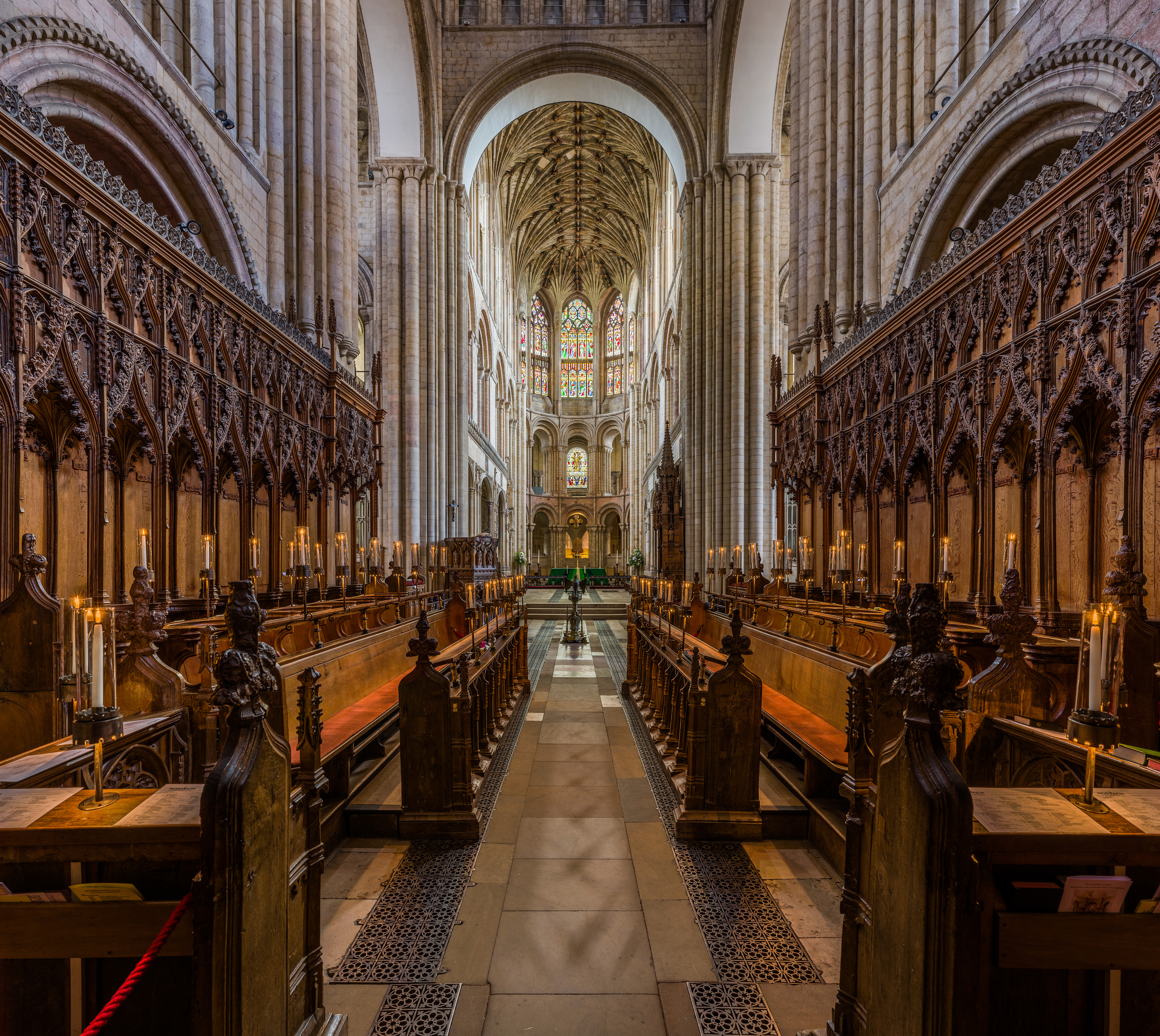
Le chœur de la cathédrale de Norwich. Juillet 2014.
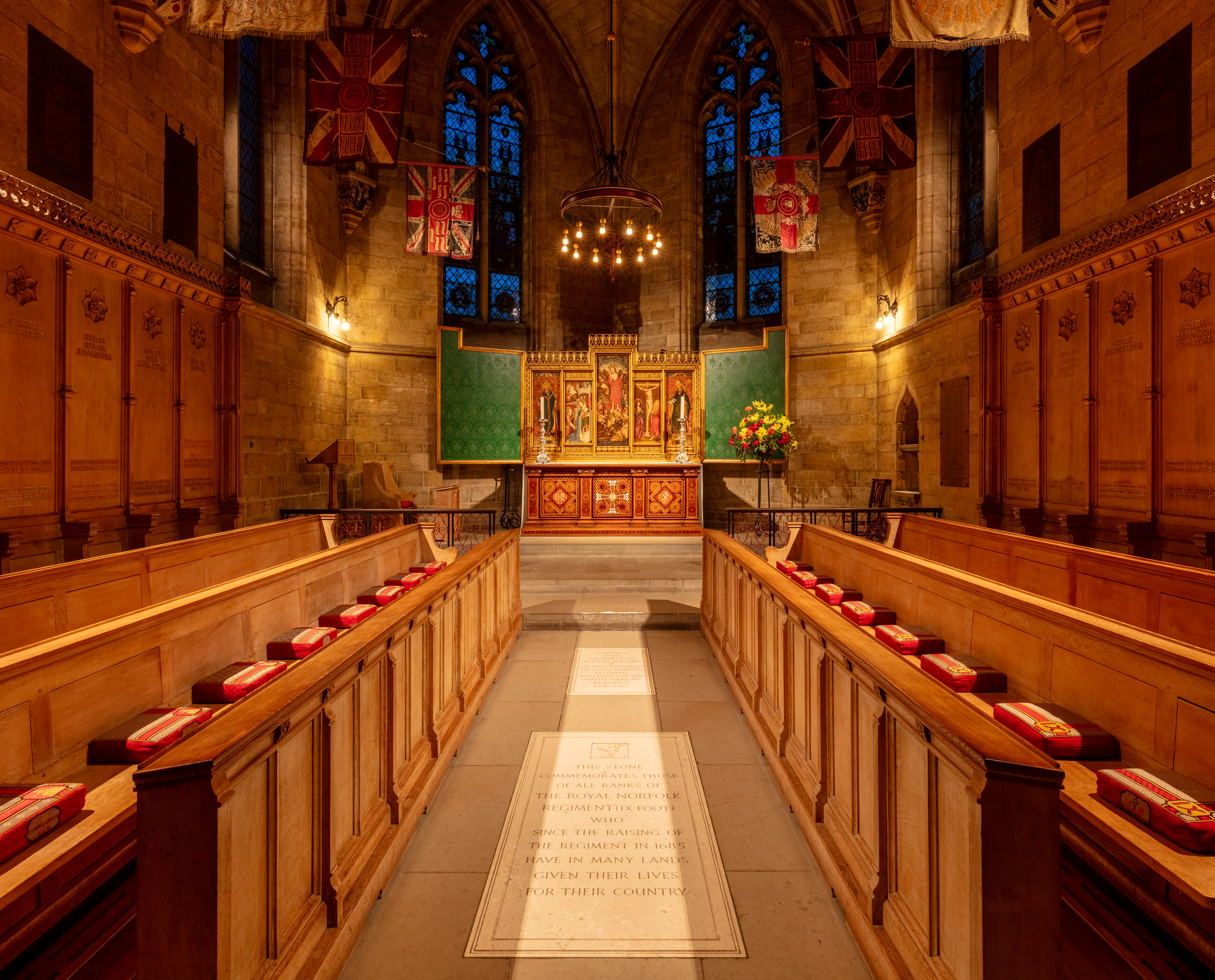
Chapelle du Saint-Sauveur à la cathédrale de Norwich. C'est la chapelle du Royal Norfolk Regiment (en) et du Royal Anglian Regiment (en). Sur les sièges en bois figurent les noms des lieux où ces unités ont combattu. Novembre 2022.

### Le cloître
Le cloître normand primitif probablement en bois est détruit par le feu en 1272 puis le nouveau, dont l'élévation à deux niveaux est unique est reconstruit entre 1297 et 1430. Cette construction sur plus de cent trente années permet une étude du développement complexe des styles gothiques décoré et perpendiculaire pendant cette période. Le résultat est globalement harmonieux, les différences se manifestant uniquement dans les détails et le tracé des ouvertures. Si la galerie Est, la plus ancienne a une travée de plus que les autres galeries, les travées sont pratiquement carrées, voutées avec des nervures longitudinales, des transversales horizontales, des liernes, des tiercerons et des clés aux intersections. Quatre cents clés de voûte illustrent le Bien, le Mal, les vies du Christ, de Marie et des saints. Les piliers sont formés de groupes de colonnes en marbre de Purbeck.
Les galeries du cloître desservaient à l'Est la salle capitulaire avec une abside polygonale et au dessus probablement les dortoirs des moines avec un accès à l'église par un escalier, au Sud, le réfectoire et les cuisines et à l'Ouest les locaux d'accueil et du cellérier.

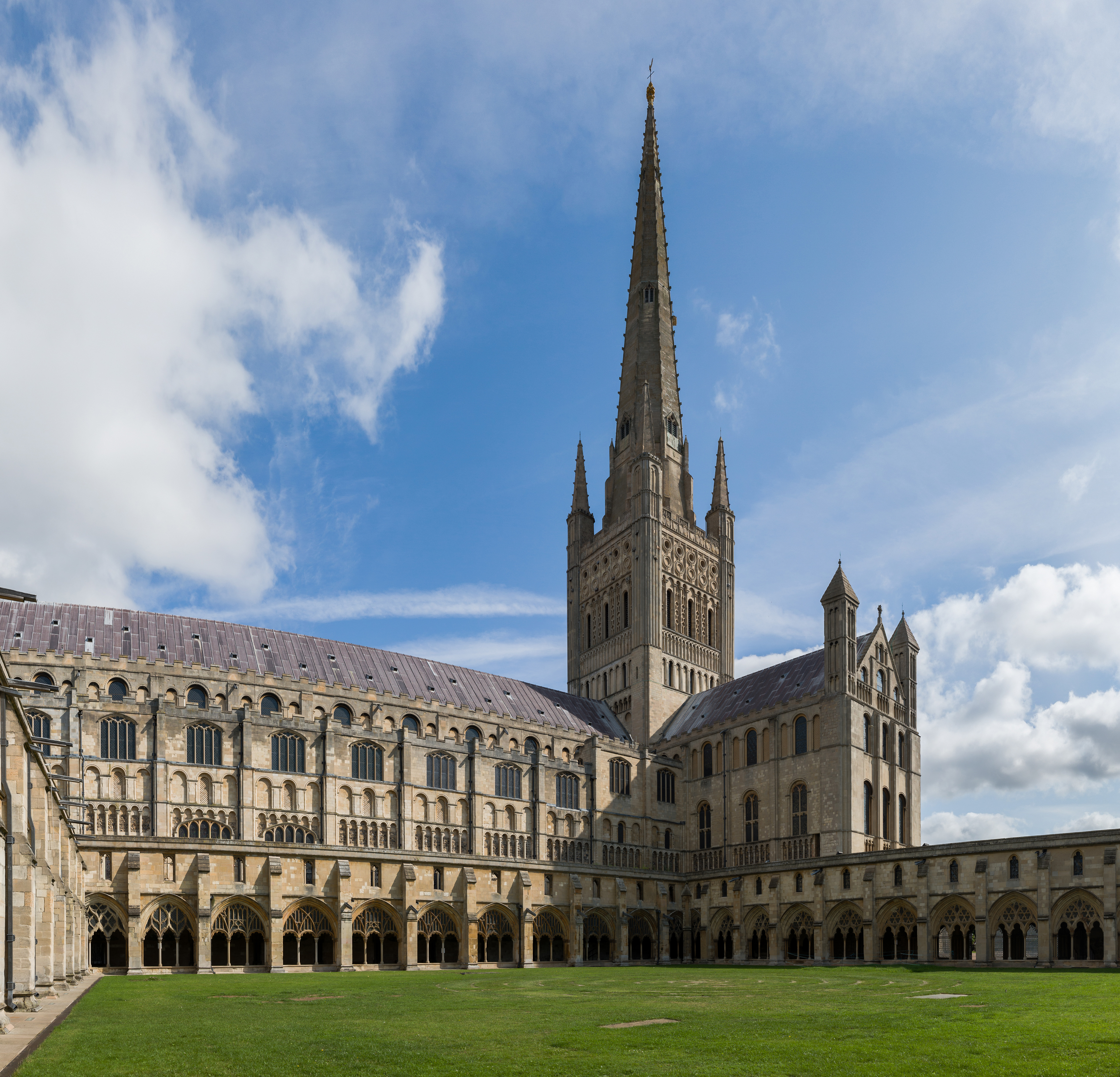
Vue Sud-Est
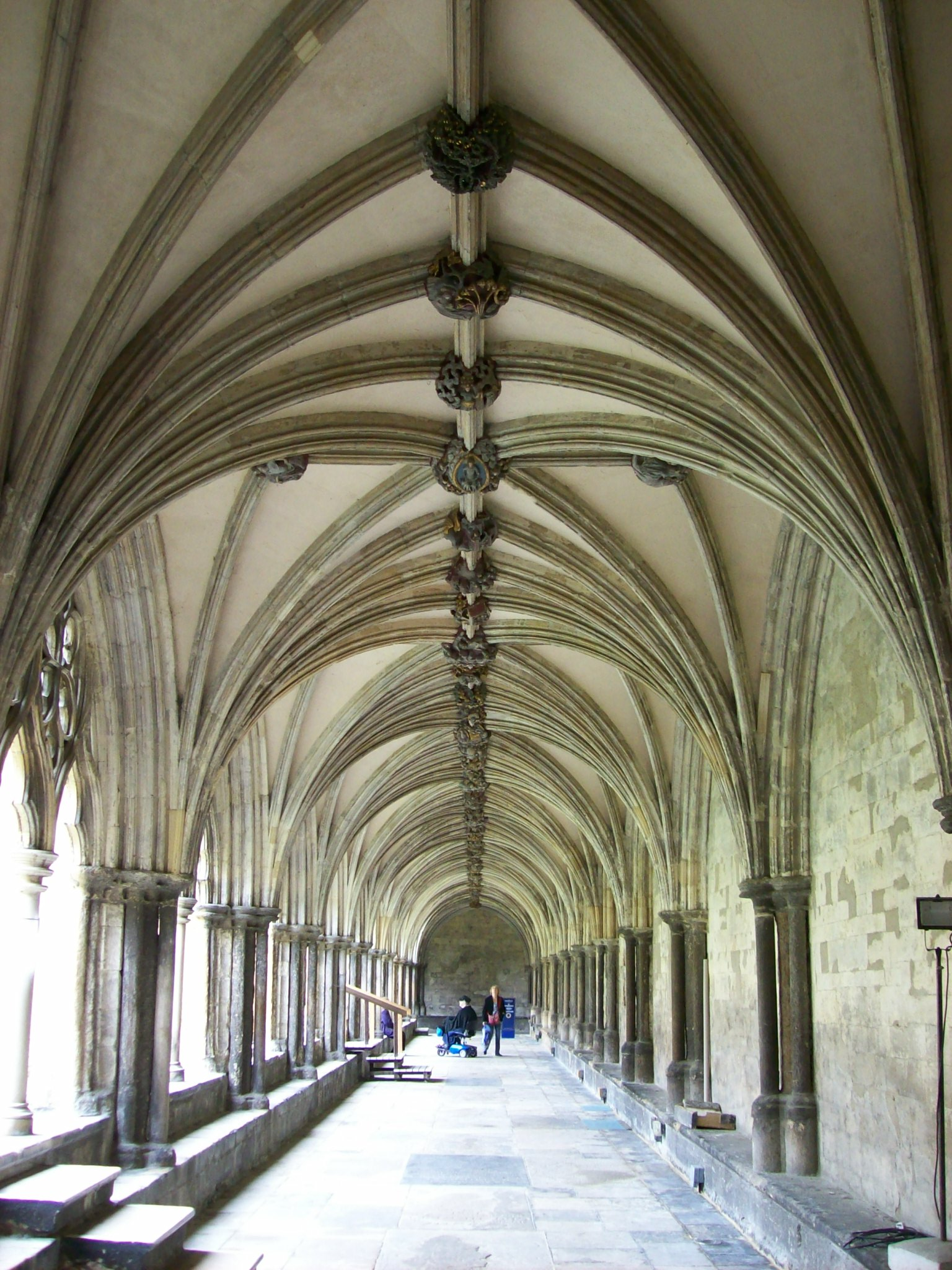
Une galerie
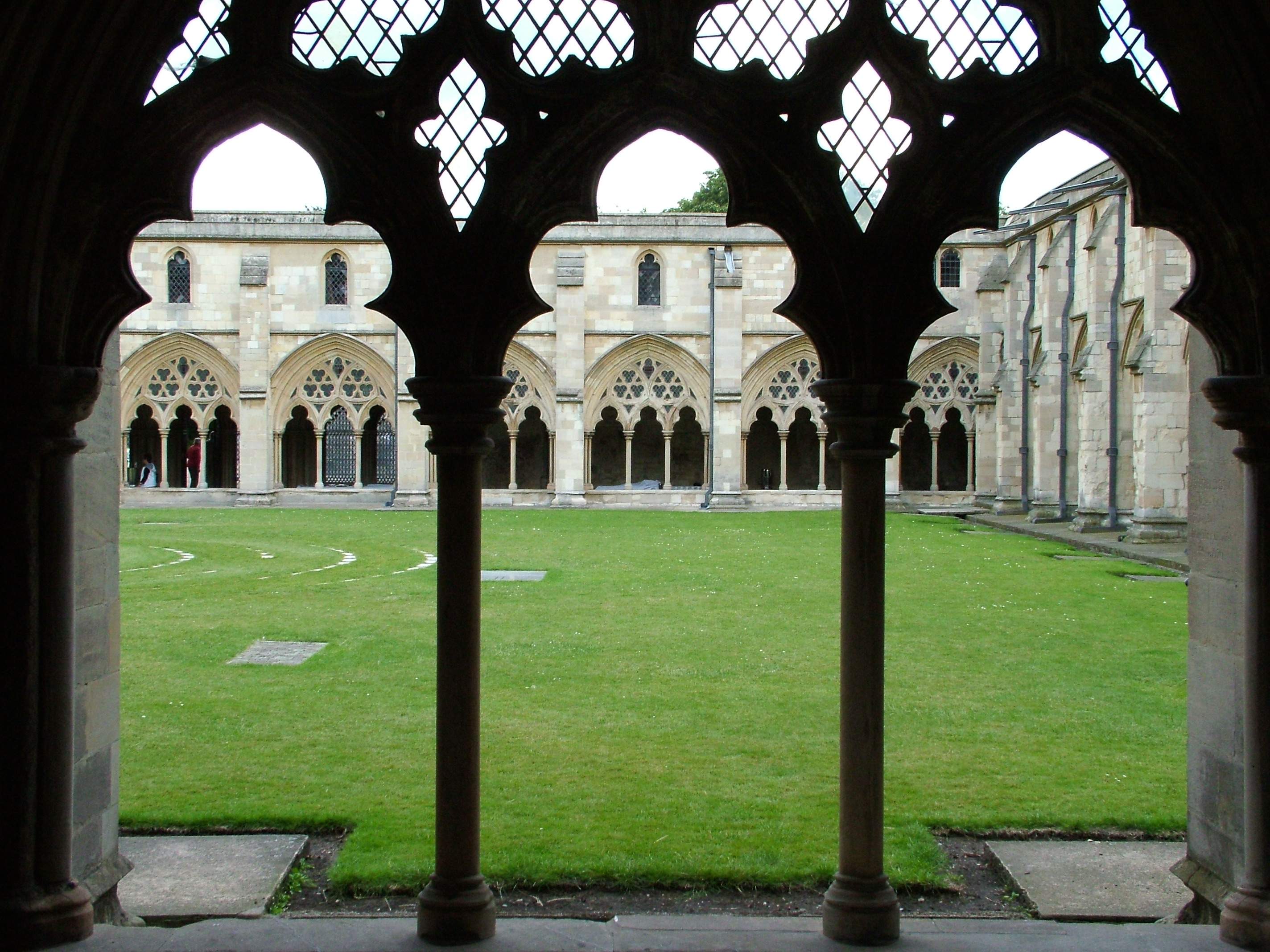
Vue vers le Sud
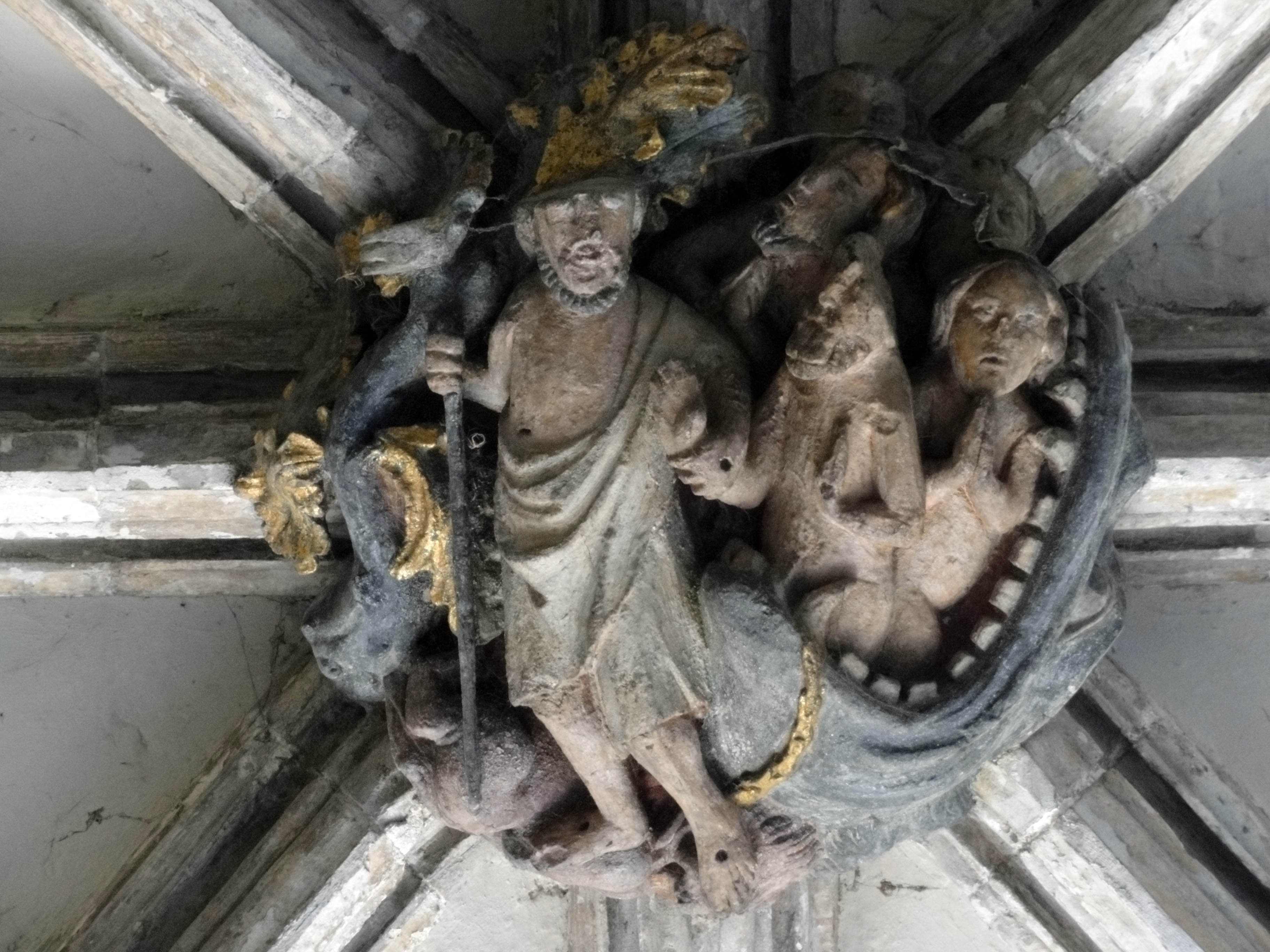
Détail d'une clé
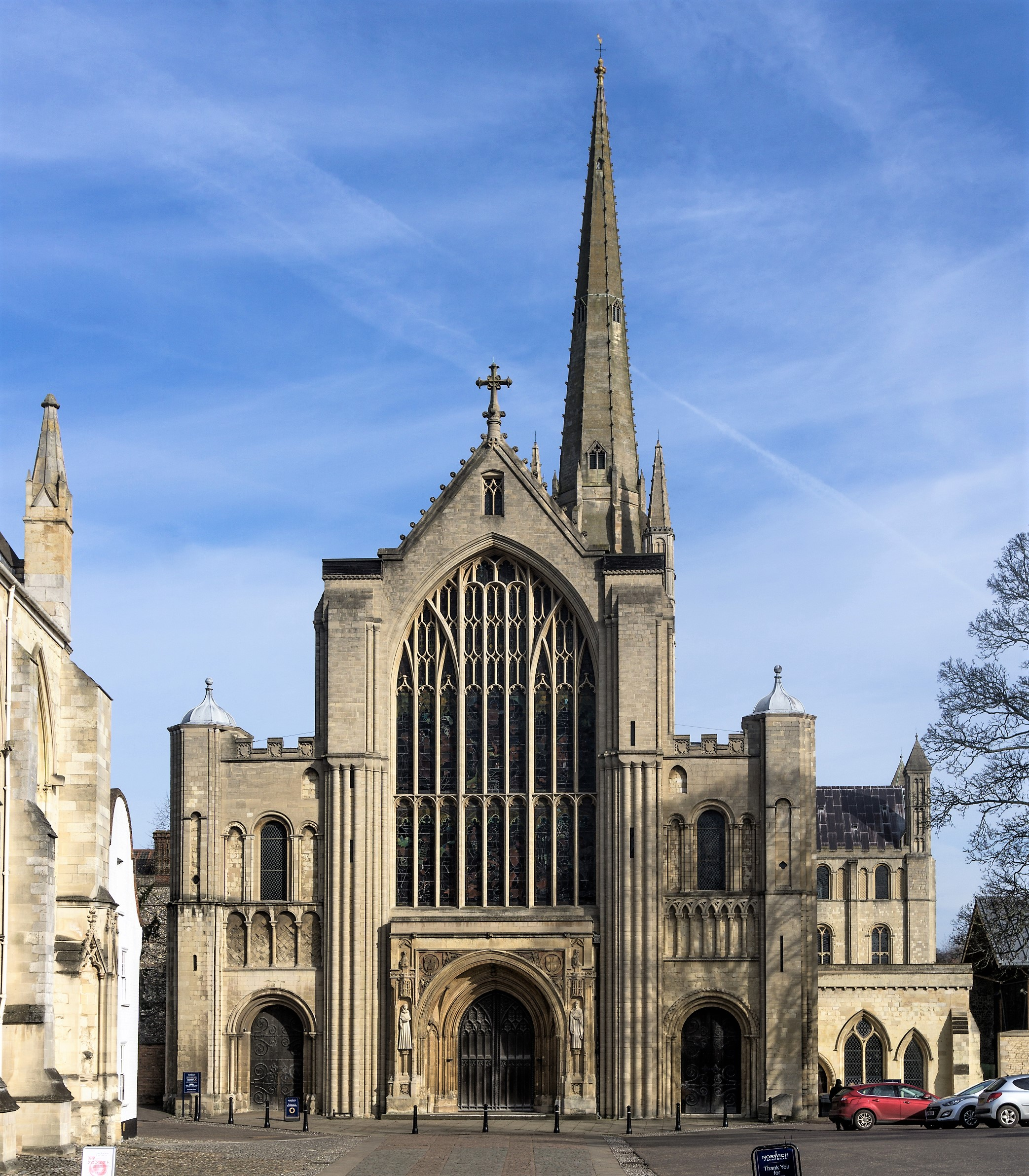
Porte ouest